# 白團
實踐學社，又稱為白團，是在1949年於日本東京由前大日本帝國陸軍軍人成立的軍事顧問組織，他們接受由蔣中正領導的中華民國政府聘僱，核心任務是前往臺灣幫助中華民國國軍抵抗中國人民解放軍。白團在臺灣戰後時期與1951年成立的美軍顧問團，及1963年成立的德國軍事顧問團，並行構成中華民國在臺灣時代的軍事外援主力。

## 關係者

### 總召集人
- 岡村寧次（支那派遣軍總司令官、陸軍大將、陸士16・陸大25）

### 日本聯絡人
- 澄田𧶛四郎（第1軍司令官、陸軍中將、陸士24・陸大33）
- 十川次郎（第5軍司令官、陸軍中將、陸士23・陸大33）
- 小笠原清（支那派遣軍參謀、陸軍中佐、陸士42）
- 及川古志郎（軍事參議院、海軍大將、海兵31・海大13）

### 主要團員
- 富田直亮（團長，中文名：白鴻亮、陸軍上將（中華民國）、陸軍少將（日本）、陸士32・陸大39）
- 山本親雄（副團長，中文名：帥本源、海軍少將、海兵46・海大30）
- 照屋林蔚（中文名：劉德全）

（日本搞笑藝人猩爺（gori・照屋年之）
的親戚）
- 中尾一男（中文名：劉臺源）
- 岡本秀徹（中文名：陳萬全）

## 其餘關係人
- 根本博（中文名：林保源、陸軍中將，北支那方面軍司令官兼駐蒙軍司令官）
- 吉川源三（中文名：周志澈，陸軍中佐、陸大49期優等畢業）
- 淺田哲（中文名：宋義哲）
- 吉村是二（根本博的翻譯）
- 阿尾博政（日语：阿尾博政）（擔任富田直亮晚年秘書）

## 歷史

### 成立
白團的成立除了蔣介石曾經留學日本東京振武學校對日本有特殊的情感外，蔣也深知中國抗日戰爭若無美軍的介入根本不可能獲勝，但是在中國抗日戰爭、國共內戰與美國的交涉經驗，使他理解美國對中國政策依歸於美國利益，必要時美國隨時會因利益轉向而放棄中華民國的不確定感上，使他寄望與在反共傾向與國民政府接近的大日本帝國軍官，借重他們的力量來進行軍隊的再教育，加上岡村寧次等日本將軍過去在中國大陸與中國人民解放軍作战较有经验，所以为了实现反攻大陸，必須要借重日本軍人的力量，白團於焉成立。
1949年7月，岡村寧次與澄田睞四郎、十川次郎（前第六軍司令官）商議，募集前日本帝國陸軍參謀或連隊長級軍官富田直亮等17名，在東京組團（9月1日，後稱「白團」），其中首領富田直亮化名為「白鴻亮」，1949年11月1日抵達台北，其他成員隨後也陸續抵達。也因領袖為「白鴻亮」，故稱「白鴻亮軍事顧問團」，簡稱白團，而且「白團」之「白」字，恰好與「紅軍」之「紅」字對抗，意為對抗以中共為首的「赤魔」。
1950年2月「圓山軍官訓練團」成立，由彭孟緝擔任教育長，由「白團」成員對國軍軍官開班授課，同時協助蔣中正擬定各項軍事計畫。授課課程分成普通班和高級班兩類，普通班以少校及尉級軍官為授課對象，高級班則是以上校以上至少將為授課對象:58-60。到1951年，白團的教官增加至八十三人，富田直亮招募的軍人多半是戰前官職在少校至少將之間的軍隊中堅，他們除了具有充分的戰爭經驗，同時也具備足以策畫軍級以上大型戰爭計畫的高級參謀能量，可稱是當時的一時之選。
1950年5月21日，蔣介石在圓山以「革命實踐研究院軍官訓練團成立之意義」為題發表演說，稱因為日本人作戰的經驗、能力優良，尤其軍人視死如歸、協同一致的精神，除了德國外，世界上沒有其他國家可以相比。並說，在我們國家存亡危急，到處受人欺凌，被人侮辱的時候，日本教官肯冒險來台，以一片至誠，幫助我們反共抗俄，教授我們作戰的精神技，和我們同甘苦，共患難，同仇敵愾，同舟共濟，我更應該特別優禮他們，尊敬他們。
白團成立初期，蔣中正另外指示選擇一支部隊以全日式教範整軍，陸軍挑選了中華民國陸軍第32師為示範訓練單位，該師配屬了30位日本軍官，從民國40年10月至41年6月進行整訓。32師在民國41年至45年間被調至臺北作為首都衛戍部隊，其所屬的96團後來從師編制中調出，轉成為總統府的警衛部隊:128。

### 實踐學社
實踐學社之總教官為白鴻亮（富田直亮），副總教官為帥本源（山本親雄）、范健（本鄉健），其他教官皆由前日本帝國軍軍官中選聘。
當初白團成立另有一考量，蔣介石藉著引入日本的力量來制衡具有強烈美國背景、並曾一度獲得美國支持取代蔣的陸軍總司令孫立人。美軍一直知情蔣中正招募前日本軍人協助建軍之事，也對此表示不悅，1951年美軍駐台後，美軍顧問團團長——美國陸軍少將蔡斯最初便指示要求顧問團辦公地點要設在臺北圓山，但此地當時已為白團所使用，當時美國已開始暗示對日本顧問介入建軍有所排斥，後來直接明言反對日本軍官擔任國軍顧問，1952年白團因此縮小規模、駐在地由圓山轉往石牌，趨向地下化，並改以「實踐學社」的名稱，對高階將領進行講習、訓練。
即便實踐學社時代已不直接介入部隊指揮管理，但孫立人仍向美軍顧問團抱怨，陸軍軍官接受白團訓練時間最長達三至四個月，已嚴重影響到部隊的正常運作。1954年美国与国府签署“中美共同防禦條約”後，美軍顧問重新進駐國軍單位協助建軍。此時美軍曾施壓蔣中正解散白團，蒋中正回絕美軍要求，並说：“在你们抛弃我们的时候，是他们冒着生命危险来帮助我们。在我还活着的时候，不会辞退他们的。”。
蔣介石對白團的訓練相當信任，經由日本軍事顧問在台訓練了約六千多名軍官。當時甚至有非「實踐學社」出身者，不得晉升師長級以上軍職的不成文規定。後又成立「黨政軍聯合作戰研究班」，訓練含郝柏村在內的國民黨高級幹部長達10年以上。

#### 富士俱樂部
白團在日本的支援單位稱為「富士俱樂部」，在1953年成立，設於東京。富士俱樂部的任務是蒐集、整理各國軍事資料，舉凡戰史、戰略、戰術無所不包，提供給在臺灣的團員最新的軍事知識，每週定期開一次研究會，並以台海危機等列為主要研究課題。富士俱樂部蒐集的資料大多被翻譯為中文，提供白團受訓成員學習。這些資料目前仍蒐藏於中華民國國防大學。

#### 黨政軍聯合作戰研究班
1952年12月到1963年12月，白團為國民黨訓練軍政高級幹部「黨政軍聯合作戰研究班」共11期，主要將領有郝柏村、宋長志、蔣緯國、胡璉、許歷農、宋心濂。

#### 戰史研究班
1958年1月1日，白團開辦「戰史研究班」。

#### 科學軍官儲班
1958年6月白團開辦「科學軍官儲班」。

#### 八二三砲戰
1958年八二三砲戰，戰役後蔣介石總統在與白團聚餐時提到，金門戰地指揮官除了師長以外，全部都是白團訓練出身。

### 高級兵學研究班
1963年舉辦「高級兵學研究班」。白鴻亮教學嚴格，曾經以「過去日軍在與中國軍隊戰鬥時，一個營的日軍可以對抗一個師的中國軍」對學員訓話。1965年9月1日起，白團因為人數減少被迫縮編為成員江秀坪、喬本、賀公吉、楚立以及團長白鴻亮等5位顧問的「實踐小組」，聯絡人為蔣緯國。白團後於1968年撤出台灣，直到1969年底只剩白鴻亮團長一人，工作項目改名為「實踐專案」；在實踐專案中，蔣緯國從學員學習成長到後期成為負責人。

### 陸軍指揮參謀大學
返回日本前，留在台灣的五名成員參與了指揮參謀大學的教育和培訓（校長：蔣緯國）。大學軍訓教官指導員專項培訓組、副師長班、領導班戰術表演指導培訓組、以提高裁判（試）員演習能力為目的的裁判人員培訓組等，提供教育指導。
1968年12月，活動停止。次年一月，除富田外，其他人都返回日本。2月，解散儀式在東京舉行。

### 解散
1969年2月1日於東京解散，不少成員復入日本自衛隊，將對共產黨作戰的經驗帶回日本。
白鴻亮團長在年老體衰後返回日本，過世前囑咐妻子將一半骨灰安置台灣，目前放置在台灣新北市樹林海明寺中。到了2017年白團成員還有36人在世，在日本仍會以「岡村寧次同志會」名義進行聯誼聚會。

## 根本博事件
眼見蔣介石在國共內戰中兵敗如山倒，願意協助蔣反共的日本帝國陸軍軍人並不只有岡村寧次，他們各自利用自己的管道與國民政府接洽參與，其中較為知名的將領為根本博。
1949年6月26日，根本博化名林保源，率領吉川源三（周忠徹）、岡本秀徹（陳萬全）、照屋林蔚（劉德全）、中尾一男（劉台原）、淺田哲（宋義哲）、吉村虎雄（林良材）等七名前日本陸軍軍士官，自日本宮崎縣延岡市乘坐30噸汽艇偷渡臺灣。7月10日該船抵達台灣基隆，後在8月15日始與國民政府高層成功聯絡，暫住北投等待蔣介石接見，接見後根本博表達意欲提供協助，蔣託付根本博等人至福建省協助湯恩伯，蔣介石特別嘉許根本博，還致贈了自己珍視的花瓶，該花瓶本為總統府中一對花瓶的其中一隻，是景德鎮官窯所燒製，同樣形式的花瓶，全世界只有六隻。湯恩伯在廈門接見根本博團隊後，指示其中三人（吉川源三、照屋林蔚、中尾一男）在9月21日從福建省搭船返回日本尋求援助。
當時國民政府與岡村寧次有意招募舊日軍人員，來防禦解放軍對臺的進攻；但根本博高調為蔣參戰，導致事跡敗露，日本社會動盪，後以「臺灣募兵問題」」，此一名稱被國際媒體廣泛報導後，使岡村寧次遭到駐日盟軍總司令麥克阿瑟元帥的斥責。根本博秘密來臺的事件也遭日本國會查問，當時的日本首相吉田茂，在國會答詢時言詞閃爍，模稜兩可。加上吉川源三又涉嫌侵吞國民黨給根本博一團團員的安家費款項，鬧得風風雨雨，駐台美軍特別注意白團的動態，而後根本博與他的團隊遭岡村等白團核心成員的排斥，未能參與白團運作。

## 反攻大陸計畫
白團在聘僱初期除了協助整軍，其中一部分團員已經被指示研擬反攻大陸的戰爭方案，稱為「光計畫」。第一版草案在1950年完成，草案分成甲（國軍獨立發動反攻作戰）、乙（美軍協助下的反攻作戰）案。此後該草案逐漸修正，最後一次向蔣中正匯報為1953年，相關成果後彙整為《反攻大陸初期作戰大綱之方案》。這些參謀作業成果後轉入國光計畫運用。

## 影響軍事思想與制度
1949年曹士澂發動白團以外力協助保衛台灣重整國軍，白團在台灣訓練中華民國國軍長達20年，總受訓人數達到2萬多人，白團解散後1968年12月中華民國國防部編纂「日本軍事顧問團教官在華工作紀要」感謝白團對中華民國國軍的作戰立案、軍事教育與戰術思想等貢獻；白團訓練中華民國國軍內容包括：反瞻陣地、火網交叉、火力配備、宿題作業與預備隊等軍事訓練。
白團的思想影響中華民國軍事甚鉅，提議建立金門馬祖的地下碉堡防衛作戰、設置成功嶺、立《總動員法》、軍中樂園、軍事糾察、規劃「國光計劃」、石牌「實踐學社」教導國民黨軍官，建立新兵訓練實施的「刺槍術」、「單兵戰鬥教練」之準則等，影響國民黨軍事教育長達40年。

## 延伸閱讀
- 林照真：《覆面部隊：日本白團在台祕史》（台北：時報，1996）
- 楊碧川：《蔣介石的影子兵團－白團物語》（台北：前衛，2000）
- 實踐學社教育訓練及研究紀實（上）、（下）（實踐學社，1965年8月）[10]
- 日本軍事顧問（教官）在華工作紀要（國防部史政編譯局編印，1968年12月）[10]

影想文化藝術基金會 （页面存档备份，存于）  影想文化藝術基金會  研究員『白團在大陸與台灣的活動』【 Face book】

### 引用
1. ↑  .   [2020-08-04]. （原始内容存档于2021-01-21）.
2. 1 2  . 世界日報. 2011年9月4日. （原始内容存档于2012年7月22日）.
3. 1 2  楊碧川. .
4. ↑  . 中時新聞網.   [2022-07-22]. （原始内容存档于2022-07-22）.
5. 1 2  .   [2020-08-04]. （原始内容存档于2020-09-15）.
6. ↑  黃亮清.  (碩士论文). 國立臺灣師範大學歷史學研究所: 第58頁.  [民國108年6月]  [2022-07-22]. （原始内容存档于2022-07-22）.
7. ↑  （林思云《蒋介石的眼泪》）
8. ↑  莊豐嘉台北報導. . 新頭殼newtalk. 2015-01-14  [2018-08-25]. （原始内容存档于2018-08-25） （中文（臺灣））.
9. 1 2 3 4  作者：馬振犢 主編. . 九州社 崧博出版社, 2017. 2017年12月5日  [2018年8月25日]. ISBN 9789869587631. （原始内容存档于2018年8月25日） （中文（臺灣））.
10. 1 2 3 4  作者：李天鐸. . 時報文化出版, 2016. 2016-08-19  [2018-08-23]. ISBN 9789571367248. （原始内容存档于2018-08-23） （中文（臺灣））.
11. ↑  第6回国会 衆議院（臨時会） 昭和24年（1949）11月25日（質問主意書 （页面存档备份，存于））
12. ↑  第6回国会 衆議院 本会議 第7号 昭和24年（1949年）11月10日（議事録 （页面存档备份，存于））

## 外部連結
- 参議院議員細川嘉六君提出義勇軍に関する質問に対する答弁書 内閣参甲第一四六号 （页面存档备份，存于） 参議院 1949年11月25日